# Elektrociepłownia Chorzów
Elektrociepłownia ResInvest Energy Chorzów – elektrociepłownia znajdująca się w Chorzowie, w województwie śląskim.
Odbiorcą energii elektrycznej elektrociepłowni są Polskie Sieci Elektroenergetyczne S.A., a ciepło zasila sieć Katowickiego Przedsiębiorstwa Energetyki Cieplnej należąca do Tauron Ciepło SA.

## Historia
Elektrownia ta powstała w 1898 z zainstalowaną mocą elektryczną 840 kW.
29 maja 2006 roku CEZ a.s. nabył od PSEG Europa B.V. wszystkie udziały PSEG Silesia B.V. (jedynego wspólnika spółki PSEG Chorzów B.V.) posiadane przez PSEG Europa B.V., stając się jednocześnie większościowym udziałowcem Elektrociepłowni Chorzów "ELCHO".
W listopadzie 2024 roku Grupa CEZ ogłosiła sprzedaż swoich polskich aktywów węglowych, w tym Elektrociepłownię Chorzów, spółce inwestycyjnej ResInvest Group. Transakcja została sfinalizowana w lutym 2025 roku po uzyskaniu zgody Urzędu Ochrony Konkurencji i Konsumentów.

## Dane techniczne

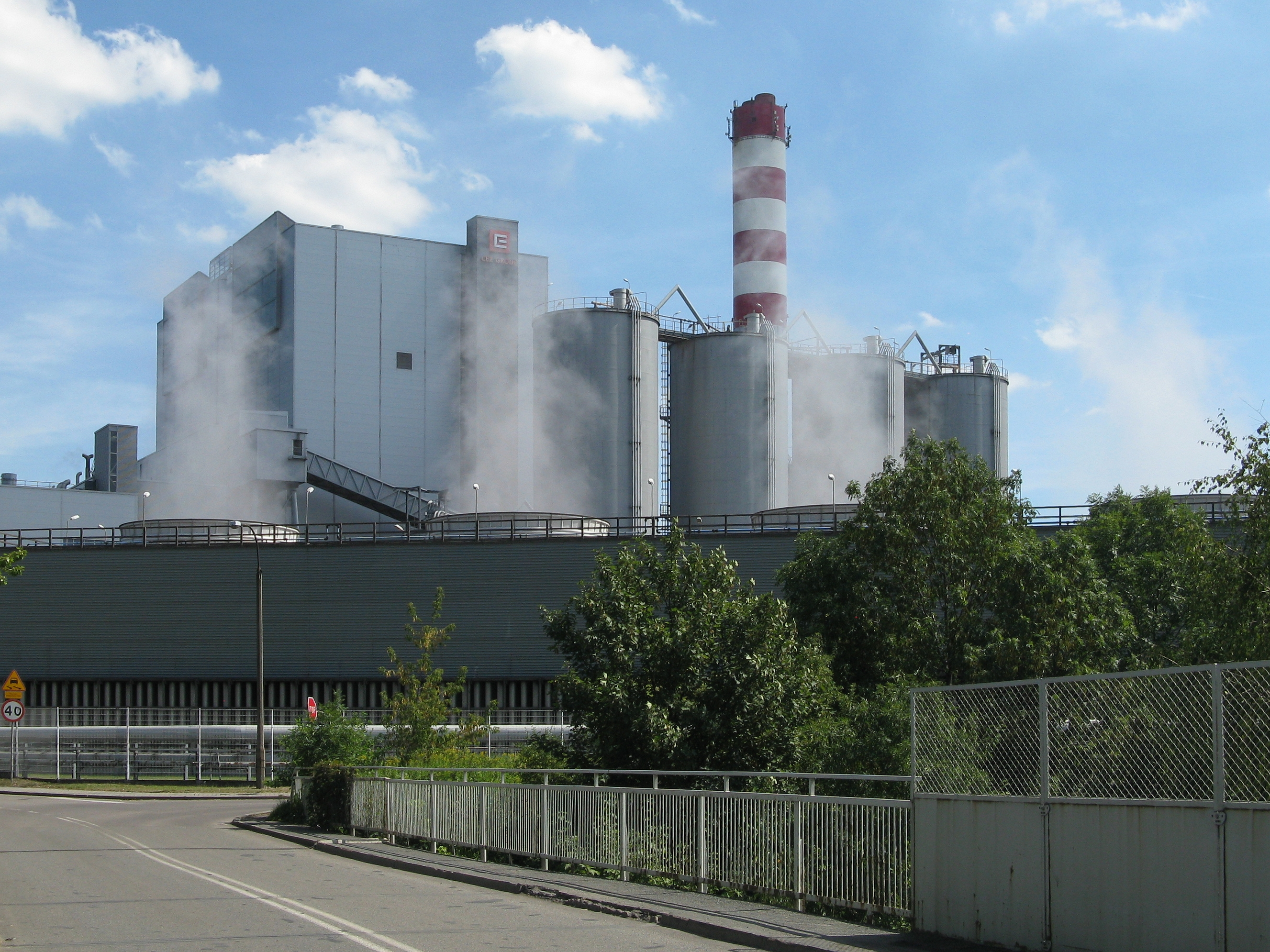
Eletrociepłownia Chorzów, na pierwszym planie chłodnie (2018)

Elektrociepłownia wyposażona jest w 2 bloki energetyczne ciepłowniczo-kondensacyjne. Do produkcji energii stosowane są: 2 kotły fluidalne o mocy cieplnej: 295 MWt, 2 ciepłowniczo-kondensacyjne turbiny parowe o mocy elektrycznej brutto 113,0 MWe.
Elektrociepłownia pracuje w oparciu o węgiel kamienny.
Moc osiągalna elektrociepłowni wynosi 204 MW mocy elektrycznej i 500 MW mocy cieplnej.